# Amblytropidia chapadensis
Amblytropidia chapadensis är en insektsart som beskrevs av Rehn, J.A.G. 1906. Amblytropidia chapadensis ingår i släktet Amblytropidia och familjen gräshoppor. Inga underarter finns listade i Catalogue of Life.